# Pellenes peninsularis
Pellenes peninsularis es una especie de araña saltarina del género Pellenes, familia Salticidae. Fue descrita científicamente por Emerton en 1925.

## Descripción
La araña es pequeña y oscura, aunque algunas son de color marrón claro, óxido o canela. El macho tiene una línea o banda en el centro. Los machos miden 5,1 mm y las hembras 5,3 mm.

## Distribución
Habita en América del Norte, en Canadá y los Estados Unidos (Manitoba, Ontario, Saskatchewan, Illinois, Indiana, Kansas, Míchigan, Minnesota y Wisconsin).